# Presence (album)
Pour les articles homonymes, voir Présence.
Albums de Led Zeppelin
Physical Graffiti
(1975) The Song Remains the Same
(1976)
Singles
1. Candy Store Rock
Sortie : 18 juin 1976

Presence est le septième album studio du groupe de rock anglais Led Zeppelin. Il sort sur le label Swan Song Records en mars 1976 et est produit par Jimmy Page.
Il présente les particularités d'avoir été enregistré en seulement 18 jours à Munich, Allemagne fin novembre et début décembre 1975, de contenir sur tous les morceaux une multiplication de pistes de guitare réalisées par Jimmy Page et le fait que les performances vocales de Robert Plant aient été mises en boîte alors qu'il était assis sur un fauteuil roulant à la suite d'un grave accident de la route en Grèce au mois d'août.

## Historique

### Contexte
Dans la foulée de la sortie du double album Physical Graffiti, qui connait un formidable succès critique et commercial, Led Zeppelin effectue de janvier à mars 1975 une tournée des plus grandes arènes des États-Unis, puis donne du 17 au 25 mai 1975 une série de 5 concerts à Earl's Court, Londres, durant chacun plus de trois heures et entrés dans la légende du groupe, alors à son apogée. Les membres du quatuor s'accordent ensuite des vacances, avant d'entamer une nouvelle tournée mondiale programmée à l'automne.
Robert Plant séjourne ainsi en Grèce quand, le 4 août 1975, il est victime d'un grave accident de voiture avec son épouse Maureen et leurs enfants. Il s'en tire avec de multiples fractures à la cheville et au coude et ne pourra pas remarcher avant quatre mois. Il part en convalescence en Californie où Jimmy Page le rejoint, et tous deux se mettent à l'écriture des chansons qui vont figurer sur le septième album de Led Zeppelin. La grande tournée de l'automne 1975 est annulée. Le projet d'enregistrer à la place un nouvel opus prend corps. « Un album de circonstance » raconte Robert Plant, « une complainte venue des profondeurs, la seule chose que nous pouvions faire. Je ne savais franchement pas ce qui allait se passer, et personne d'autre non plus... ça venait des tripes ».

### Enregistrement
De la fin novembre au début décembre 1975, Led Zeppelin investit les studios Musicland de Munich, Allemagne. Tout se fait dans l'urgence. John Paul Jones et John Bonham ne rejoignent leurs camarades pour les répétitions que très peu de temps avant l'enregistrement, qui ne prendra que 18 jours en tout, mixage compris.  Robert Plant, qui n'est pas encore remis de son accident, enregistre cet album posté devant le micro assis dans un fauteuil roulant. Pour sa part, Jimmy Page est plus que jamais omniprésent. Il expliquera en 1993 : « Il n'y a pas de chanson acoustique, pas de claviers, pas de moelleux. On était sous pression à cause de délais incroyablement courts pour terminer l'album. On a tout bouclé en un peu plus de deux semaines. Je travaillais en moyenne 18 à 20 heures par jour. En plus, c'était épuisant parce que personne n'apportait vraiment d'idées de chansons, c'est moi qui devais trouver tous les riffs, ce qui explique sans doute pourquoi Presence est tellement chargé en guitares ». De fait, le fondateur du groupe multiplie les pistes de guitare, jusqu'à six par exemple sur Achilles Last Stand.

### Réception
Cet album atteint la première place des charts américains et britanniques. En France il se classe à la 5e place. Il n'a pas le même succès que les albums précédents du groupe et demeure encore à ce jour l'album de Led Zeppelin qui s'est le moins vendu. Néanmoins, il est certifié triple disque de platine aux États-Unis pour plus de trois millions d'exemplaires vendus et disque de platine en Grande-Bretagne pour plus de 300 000 exemplaires écoulés.

## Titres

### Face 1
| No | Titre               | Auteur                                    | Durée |
| -- | ------------------- | ----------------------------------------- | ----- |
| 1. | Achilles Last Stand | Jimmy Page, Robert Plant                  | 10:26 |
| 2. | For Your Life       | Page, Plant                               | 6:21  |
| 3. | Royal Orleans       | John Bonham, John Paul Jones, Page, Plant | 2:58  |

### Face 2
| No | Titre                   | Auteur      | Durée |
| -- | ----------------------- | ----------- | ----- |
| 4. | Nobody's Fault But Mine | Page, Plant | 6:15  |
| 5. | Candy Store Rock        | Page, Plant | 4:10  |
| 6. | Hots On for Nowhere     | Page, Plant | 4:42  |
| 7. | Tea for One             | Page, Plant | 9:27  |

### Cd bonus de l'édition Deluxe 2015
| No | Titre                                                 | Auteur      | Durée |
| -- | ----------------------------------------------------- | ----------- | ----- |
| 1. | Two Ones Are Won (Achilles Last Stand reference mix)  | Page, Plant | 10:28 |
| 2. | For Your Life (reference mix)                         | Page, Plant | 6:28  |
| 3. | 10 Ribs & All/Carrot Pod Pod (inédit - reference mix) | Jones, Page | 6:49  |
| 4. | Royal Orleans                                         | Page, Plant | 3:00  |
| 5. | Hots On for Nowhere                                   | Page, Plant | 4:44  |

## Musiciens
- Robert Plant : chant, chœurs, harmonica sur Nobody's Fault but Mine
- Jimmy Page : guitares acoustique et électrique, production
- John Paul Jones : basse, piano
- John Bonham : batterie, percussions

## Analyse des chansons
- Nobody's Fault But Mine est une chanson de blues traditionnelle, venant d'un gospel connu depuis 1924 sous le titre It's Nobody's Fault but Mine. Led Zeppelin en a arrangé la musique et les paroles.
- Tea For One exprime la mélancolie des membres du groupe, éloignés de leurs familles.
- Achilles Last Stand comprend beaucoup d'overdubs de guitare. Il a fallu une nuit à Jimmy Page pour tout assembler.

## Charts & certifications
| Pays                                  | Édition | Édition |
| Pays                                  | 1976    | 2015    |
| ------------------------------------- | ------- | ------- |
| Allemagne,                            | 6e      | 6e      |
| Australie                             | -       | 21e     |
| Autriche                              | -       | 16e     |
| Belgique (W)                          | -       | 24e     |
| Belgique (V)                          | -       | 8e      |
| Canada                                | 16e     | -       |
| Espagne                               | -       | 40e     |
| États-Unis,                           | 1er     | 13e     |
| Finlande                              |         | 12e     |
| France                                | 5e      | 29e     |
| Italie,                               | 15e     | 24e     |
| Norvège                               | 4e      | -       |
| Nouvelle-Zélande,                     | 8e      | 10e     |
| Pays-Bas                              | 5e      | -       |
| Portugal                              | -       | 16e     |
| Royaume-Uni (UK Albums Chart)         | 1er     | 10e     |
| Royaume-Uni (UK Rock and Metal Chart) | –       | 1er     |
| Suède,                                | 2e      | 5e      |
| Suisse                                | 12e     | 9e      |

| Pays        | Certification | Ventes      | Date       |
| ----------- | ------------- | ----------- | ---------- |
| États-Unis  | 3 × Platine   | 3 000 000 + | 25/11/1997 |
| Royaume-Uni | Platine       | 300 000 +   | 18/11/2004 |